# Gargenville
Gargenville is een gemeente in Frankrijk, die nog in de agglomeratie van Parijs ligt, op 40 km ten westen van het centrum van Parijs. Het ligt ten noorden dicht tegen de Seine aan, met bebouwing tot aan de Seine, en ten zuiden tegen het Parc naturel régional du Vexin français aan. 
De naam Gargenville is in de loop van de geschiedenis veranderd: Gargen villam in 1164, Gargenvilla in 1249, Girgenville in 1265 en Gargenville in 1429. Het komt van de Gallische naam Garganus en het Gallo-Romeinse achtervoegsel villa, van villa rustica in het Latijn. Gargenville bestond tot aan de Franse Revolutie uit twee leengoederen: d'Hanneucourt en de Moufle de la Tuilerie. Zij werden in 1790 tot een gemeente met 990 inwoners verenigd.
Er ligt station Gargenville.

## Kaart
De onderstaande kaart toont de ligging van Gargenville met de belangrijkste infrastructuur en aangrenzende gemeenten.

## Demografie
Onderstaande figuur toont het verloop van het inwonertal, bron: INSEE-tellingen. 